# Setoctena ledereri
Setoctena ledereri är en fjärilsart som beskrevs av Hans Daniel Johan Wallengren 1863. Setoctena ledereri ingår i släktet Setoctena och familjen trågspinnare. Inga underarter finns listade i Catalogue of Life.